# Cleisostoma nieuwenhuisii
Cleisostoma nieuwenhuisii är en orkidéart som först beskrevs av Johannes Jacobus Smith, och fick sitt nu gällande namn av Leslie Andrew Garay. Cleisostoma nieuwenhuisii ingår i släktet Cleisostoma, och familjen orkidéer. Inga underarter finns listade i Catalogue of Life.